# Souzalopesmyia sulina
Souzalopesmyia sulina är en tvåvingeart som beskrevs av Barros de Carvalho 1999. Souzalopesmyia sulina ingår i släktet Souzalopesmyia och familjen husflugor. Inga underarter finns listade i Catalogue of Life.